# Leptotarsus glabristylus
Leptotarsus glabristylus är en tvåvingeart som beskrevs av Hynes 1993. Leptotarsus glabristylus ingår i släktet Leptotarsus och familjen storharkrankar. Inga underarter finns listade i Catalogue of Life.